# Rio Chiuruţul Mare
O Rio Chiuruţul Mare é um rio da Romênia, afluente do Lăzarea, localizado no distrito de Harghita.